# 程道荣
程道荣（1902年—1980年1月25日），字耀德，河南汝南县东南之淇沟店（今平舆县辛店乡新淇沟村）人。新四军高级干部。

## 生平
6岁丧母，读过4年私塾。投奔舅舅祝家斌在北洋军当兵。
程道荣被任命为豫南人民军总指挥兼河南独立旅旅长，后任中原军区第二纵队副司令（王震任司令员，周志坚任政委）。程道荣起义时带重机枪90多挺，轻机枪200多挺，迫击炮、掷弹筒数十门，步枪3000多支，还有兵工厂、被服厂、医院、烟厂等。根据程道荣的要求，将十三纵队起义人员混编于新四军五师之中。
1946年4月中原形势紧张，周恩来派飞机将程道荣及其弟程道德从武汉送到延安，受到彭德怀接见。1947年，程道荣随刘、邓大军南下，在项城同陈毅率领的三野一、三、八纵队会合，成立豫皖苏四分区（汝南军分区），程道荣任司令员（程道德任副司令员，黄霖任政委）。是年10月，程道荣受旧友李崇武（李振云）的煽动，到南京投靠国民党中央地政部长李敬斋（李崇武之叔）。1949年去台湾，1983年病逝。
1924年为豫南著名“杆首”发展到1000余人。1927年被国民革命军第十二军军长任应岐收编为团长。1933年5月随任应岐参加察哈尔民众抗日同盟军任营长。任应岐被害后，程道荣把任应岐的二子一女接到自己家中抚育（1945年将他们交给李先念和陈少敏）。1936年西安事变后到陕北考察，入抗日军政大学第二期学习。
1937年5月，中共中央白区工作部负责人李克农宣布接受其为特别党员，派回到河南发展抗日武装。抗战爆发后，组建“豫南民众抗日救国军”。被第一战区收编为游击第十二纵队司令，驻正阳。
1944年初所部被收编为第五战区豫南游击总部（司令张轸，1945年初改为第十战区豫南挺进军）第十三纵队，约4000人，程被委任为少将纵队司令。程道荣趁机扩充队伍，部队发展到下辖3个支队，1个直属大队，2个兵工厂，2个烟机厂共7000人，装备迫击炮20余门、轻重机枪200余挺、步枪5000余支，各种弹药百万余发，成为河南挺进兵团实力最强的一个纵队。1944年7月，新四军第五师黄霖率豫南游击兵团进军豫中敌后，途径第十三纵队驻地，程道荣下令让路一枪不放。由于不与新四军第五师的豫南游击兵团发生摩擦，被豫南游击总部总指挥张軫猜忌，遂将十三纵队参谋长、程的把兄弟严雪亚调离，派心腹罗建业接替。新四军第五师派徐达三任程的上校参谋，帮助程道荣开办教导队。并将纵队所有的机枪、迫击炮等轻重火器编为特务支队，由程道荣的弟弟(程润庵)任支队长。为便于接应，又将相距较远的部队及后方各工厂和眷属逐步转移到铜钟、胡冲店一带，慢慢向新四军五师靠拢，司令部也由岳城移至小集。乔玉林作为十三纵队的代表，前往新四军五师司令部，具体研究了武装起义的实施方案。1945年8月，新四军五师师长李先念等决定立即促使十三纵队起义，由五师副政委任质斌全权负责。任质斌派齐光与程道荣联系，又指示徐达三返回十三纵队协助落实起义的各项准备工作，命令第五师第三十八团和汝正确县总队掩护，鄂豫军区第四军分区接应，确定了起义的时间、地点和行军路线。按起义计划，程道荣以部队要作战、部分军官需要到后方养病为由，将几个思想顾固的支队长调离，同时指使下属驱赶罗建业，程趁机派罗到豫西扩军。8月29日，第十三纵队以执行总部命令为名，向西开拔。8约31日，在平汉线西确山县孤山冲与新四军第三十八团韩东山部会师，第十三纵队5000余人携带迫击炮、掷弹筒数十门、轻重机枪80多挺、步枪400O多支、子弹三百多万发，起义成功。被任命为豫南人民军总指挥兼河南独立旅旅长。8月31日，郑位三、李先念电报中共中央：“河南国民党第十三游击纵队司令程道荣（程耀德）率部五千余人已与我部全部合作。我们拟以团为单位混编，每团程两个营，我一个营，事先程已同意。”9月1日，中共中央复电郑、李：“你们争取程道荣部合作混编，是一个大成绩。”1945年9月15日成立新四军第五师野战军，文建武为野战军司令员，任质斌兼政治委员，周志坚任第一副司令员兼参谋长，程耀德（程道荣）任第二副司令员，张树才为政治部主任；野战军下辖3个旅，程耀德兼第14旅旅长、旅政治委员杨焕民。起义部队接着开至湖北省浆溪店尹家湾新四军第五师师部驻地，李先念亲自主持欢迎将士起义大会。 组建中原军区时，程任中原军区第二纵队副司令员兼第十四旅旅长。
1946年6月中原突围前夕离开部队赴延安。1947年秋，随新四军第五师中原突围部队改编的晋冀鲁豫野战军第十二纵队从豫北渡黄河南下，11月中旬到达淮阳地区。1947年11月下旬，黄霖、程耀德带一个警卫班和部分随从人员从淮阳出发，渡过沙河，到达沈丘。在豫皖苏军区独立旅和豫皖苏二分区部队已解放的临泉、沈丘、项城三县的原沙南工委的基础上成立了豫皖苏分局第四地委，黄霖任第四地委书记兼军分区政委，程耀德任豫皖苏军区第四军分区司令员。七、八天后，程道荣随旧友李崇武前往南京。1949年初任华中剿总招抚司令。后赴香港来台，任国防部高参，1960年退役。

## 家人
- 长子程仲信，臺湾大学机械系1965年毕业。台灣電線電纜業工業同業公會秘书长。
- 次子程仲希，国军空军通讯学校电子科毕业。
- 幼女程仲梅，开明商业职业学校毕业